# SS germanique
La SS germanique (en allemand : Germanische SS)  est l'ensemble des groupes SS nordiques formés dans l'Europe sous la domination nazie pendant la Seconde Guerre mondiale.

## Histoire

### Formation

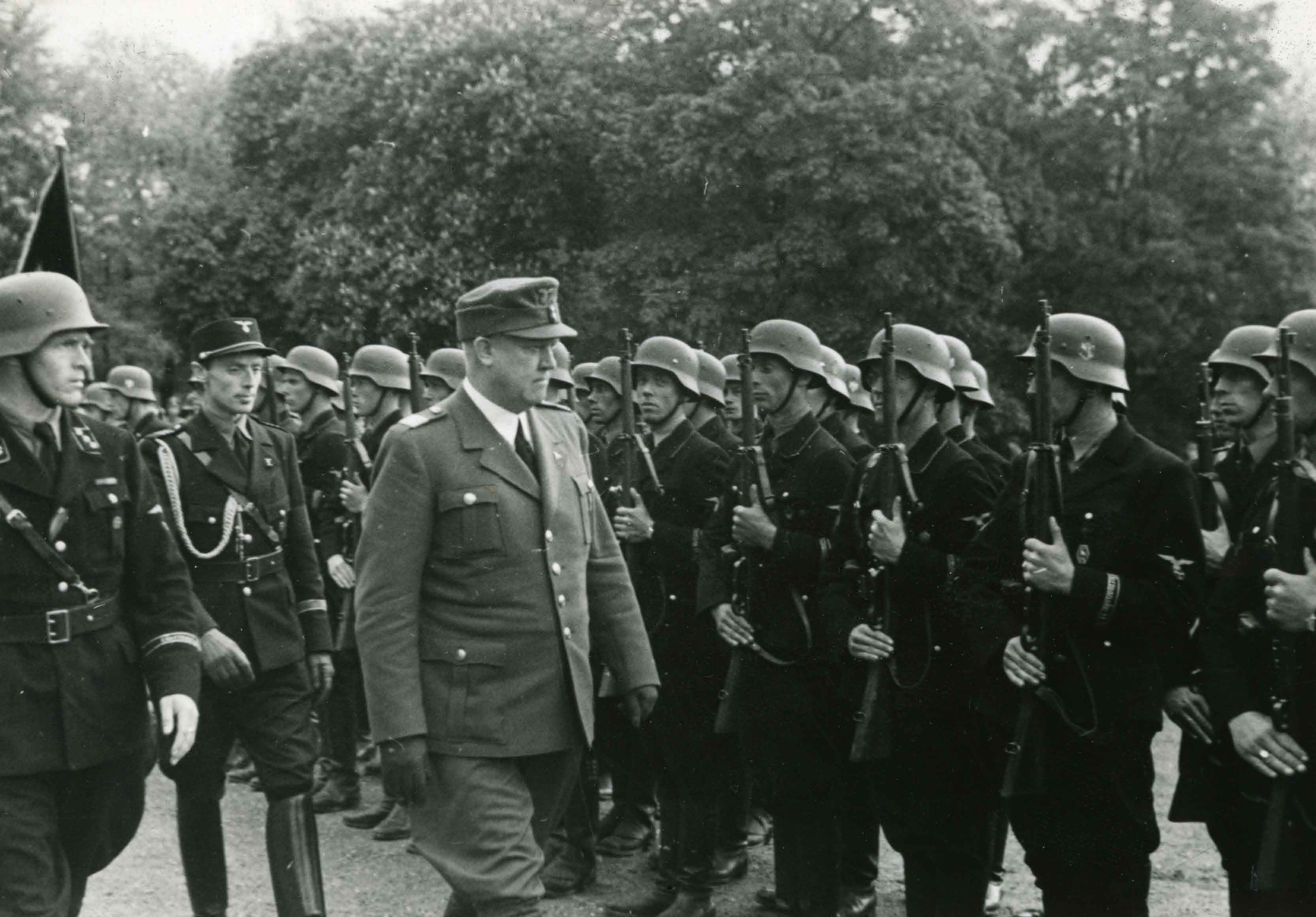
Vidkun Quisling inspecte la Germanske SS Norge sur la place du Palais à Oslo.

Les unités sont conçues en 1939 d'après le modèle de l'Allgemeine SS de l'Allemagne nazie. Ces unités existent en Norvège, au Danemark, aux Pays-Bas et en Belgique, dont les idéologues nazis considèrent que les populations sont particulièrement « adaptées à la race ».
Ils servent généralement de membres de la police de sécurité locale au sein des unités allemandes de la Gestapo, du Sicherheitsdienst (SD) et d'autres départements du bureau de sécurité principal du Reich allemand. Toutes les unités sont dissoutes en 1945.

### Après-guerre
Dans l'après-guerre, de nombreux membres SS germaniques sont jugés par leurs pays respectifs pour trahison. Des procès indépendants pour crimes de guerre — en dehors de la juridiction des procès de Nuremberg — ont lieu dans plusieurs pays européens, tels que les Pays-Bas, la Norvège et le Danemark.

## Organisations SS germaniques
Les pays suivants créent des détachements actifs de SS germaniques :
- Pays-Bas : Germaansche SS Néerlandais (avant 1942 : Nederlandsche-SS)
- Flandres (Belgique): Germaansche SS Flamand (avant 1942 : Algemeene-SS Vlaanderen) fut l’une des premières formations collaborationnistes à faire partie de la SS germanique et, en 1943, s'associa au parti politique radical DeVlag. Himmler voulait utiliser l'organisation pour pénétrer en Belgique occupée, qui était sous le contrôle du gouvernement militaire de la Wehrmacht, et non du parti ou de la SS[1]. Le SS-Vlaanderen était également utilisé pour doter les unités anti-juives des services de sécurité allemands d'agents auxiliaires[2].
- Norvège : Germanske SS Norge (avant 1942: Norges SS) était une organisation paramilitaire créée en Norvège en juillet 1942. GSSN était à la fois une branche norvégienne de la SS germanique et une sous-organisation du Nasjonal Samling de Quisling. Le chef de l'organisation était Jonas Lie et le commandant en second était Sverre Riisnæs. Le nombre de membres atteint un maximum d'environ 1 300 en 1944. Une grande partie des membres ont été recrutés dans la police et environ 50% ont servi dans l'Union soviétique occupée[3].
- Danemark : le Schalburg Corps, le SS germanique danois est formé le 2 février 1943. Le 30 mars, le corps fut renommé Corps de Schalburg. Au cours de l'été 1943, Søren Kam était commandant de l'unité[4].

Une organisation nazie clandestine existe également en Suisse, connue sous le nom de Germanische SS Schweiz. Elle compte très peu de membres et est considérée par les autorités suisses comme un simple groupe dissident.